# تی-۳۰۰۰
تی-۳۰۰۰ (به انگلیسی: T-3000) نام یکی از شخصیت‌های سری نابودگر است. او شخصیت منفی فیلم نابودگر: جنسیس است. ایفاگر این شخصیت جیسون کلارک می‌باشد.در واقع تی-۳۰۰۰ همان جان کانر است که توسط تی-۵۰۰۰ به این نابودگر تبدیل شده‌است.

## حضور در فیلم‌ها

### نابودگر: جنسیس (پیدایش) ۲۰۱۵
جان کانر توسط جیسون کلارک در این فیلم نمایش داده شده‌است. به دنبال رویارویی با تی-۵۰۰۰ (مت اسمیت) در روز به ظاهر نهایی جنگ، دقیقاً همزمان با اعزام کایل ریس (جای کورتنی) برای نجات سارا کانر (امیلیا کلارک)، جان توسط تی-۵۰۰۰ به زور به سایبورگ تی-۳۰۰۰ تبدیل می‌شود. سپس اسکای نت تی-۳۰۰۰ را به موقع ارسال می‌کند تا از ایجاد آن در جدول زمانی تغییر یافته اطمینان حاصل کند، تی-۳۰۰۰ (که در واقع همان جان است) اکنون معتقد است که آینده به انسان و ماشین نیاز دارد که مانند خودش جمع شود. او به مرور زمان به سال ۲۰۱۴ سفر می‌کند و به سایبرداین سیستمز می‌پیوندد تا به ایجاد نسخه جدیدی از اسکای نت کمک کند و با مایلز دایسون و دنی دایسون کار کند تا بتواند سیستم جدید جنسیس را به پیشرفت کامل برساند و اسکای نت را به یک سیستم عظیم کامپیوتری تبدیل به یک شبکه عظیم دیجیتال کند. سه سال بعد، علی‌رغم قدرت بدنی برتر، او توسط نابودگر «پاپز» (شوارتزنگر) نابود شد. پاپز نابودگری بود که برای محافظت از سارا به گذشته فرستاده بود.

## توانایی‌ها
تی-۳۰۰۰ را از ماده فاز ماشینی (اساساً ماده قابل برنامه‌ریزی) که توسط یک میدان مغناطیسی در کنار هم قرار گرفته‌است، شناسایی می‌کند. به همین دلیل، توانایی‌های تی-۳۰۰۰ بسیار فراتر از مدل‌های تی-۱۰۰۰ و سایر مدل‌های نابودگر است. این قابلیت شکل دهی با سرعت بسیار سریع تری نسبت به نابودگرهای فلزی تقلیدی دارد، اگرچه هنوز هم توسط پیچیدگی یا جرم محدود است. توانایی‌های دگرگونی آن به گونه ای است که می‌تواند در حالی که سر از هوا در هوا فرومی‌رود، در ابتدایی‌ترین شکل خود حل کند، مجدداً خود را مجبور به فرود روی پاهای خود کند و تا زمان ایستادن کاملاً به حالت عادی برگردد. به همین ترتیب، قادر به ترمیم تقریباً از هرگونه آسیب در لحظات صرف است. بر خلاف نابودگرهای قبلی، تی-۳۰۰۰ در لایه‌ها تبدیل و بازسازی می‌شود و از ساختار استخوانی و سپس بافت ماهیچه ای، پوست و لباس شروع می‌شود.
اگرچه او دشمن قدرتمندی است، اما غیرقابل نفوذ نیست. از آنجا که توانایی‌های آن در درجه اول با میدان مغناطیسی آن گره خورده‌است، مستعد حملات مغناطیسی هستند که میدان مورد نظر را مختل می‌کنند. مغناطیس ضعیف به دلیل تأثیرگذاری بر توانایی آن در دستکاری ذرات، قادر به اختلال یا غیرفعال کردن توانایی‌های شکل دهی و بازسازی تی-۳۰۰۰ است. یک میدان مغناطیسی به اندازه کافی قوی می‌تواند تی-۳۰۰۰ را به‌طور خلاصه از هم دور کند تا آن را مهار کند و اگر بدن آن برای مدت زمان طولانی در معرض یک میدان مغناطیسی قدرتمند قرار بگیرد، سایبورگ می‌تواند پاره شود و از بین برود.